# Qaali Schmidt-Sørensen
Qaali Schmidt-Sørensen (født 1970) er en somalisk-dansk forfatter og samfundsforsker. Hun blev født i Somalia, hvor hun voksede op inden familien, i 1991, måtte flygte på grund af borgerkrig i landet. Først til Kenya og senere til Danmark.
Hun har taget kandidatgrad i socialt arbejde på Aalborg Universitet.  hvor hun blandt andet har skrevet om integrationsudfordringer for dansk-somaliske kvinder i Danmark. Personligt omtaler hun sig som forfatter, oversætter, underviser, debattør og entreprenør.
Hun har udgivet fagbøger, børnebøger, sange og dramatiske værker.
Qaali Schmidt-Sørensen er optaget af samfundsforhold som ytringsfrihed, kønsroller og integration af indvandrere og flygtninge. Hun er medlem af Dansk Forfatterforeningens faglitterære gruppe samt medlem af Dansk PEN.

## Udgivelser
- 2008, På taget af dommedag. Forlaget CDR.[10]
- 2009, Bidraget til Verdenshistorier, en alternativ kanon af Ditte Marie Munch-Hansen. Forlaget Gyldendal.[11]
- 2009, Børnebog. Mine yndlingsdyr. Selvudgivet.[12]
- 2010, Bidraget med en sang til bogen "Fagtesange fra fjern og nær" af Lisbet Stevens & Ingrid Oberborbeck. Forlaget Alvilda.[13]
- 2012, Usynlige mennesker. Forlaget CDR.[14]
- 2017, Teaterstykket ”Moodys store rejse”, Øregaard Museum. Spillet på Frilandsmuseet.
- 2024, Engelsk e-udgivelse: Surviving Judgement Day. Udgivet af Central Park South Publishing. [15]

## Eksterne links
- Qaali Schmidt-Sørensen på Facebook